# Deutscher Fussball Klub
El Deutscher Fussball Klub, conegut com el Deutscher (a partir de 1905 anomenat Teutonia i des de 1907, Montevideo) va ser un equip uruguaià de futbol representant de la col·lectivitat alemanya al país, fundat el 1896 a Montevideo. És un dels quatre clubs fundadors de l'Associació Uruguaiana de Futbol. L'equip va desaparèixer el 1909.

## Història

### Deutscher

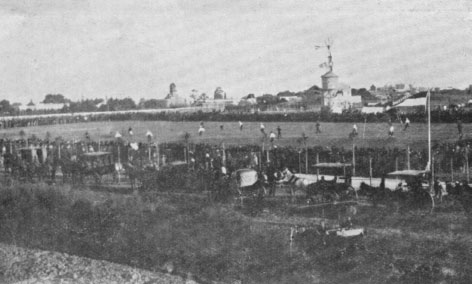
Parque Central a Montevideo, el 1900.

El club va ser fundat per immigrants alemanys sota el nom de Deutscher Fussball Klub el 1896. L'any 1900, al costat de l'Albion, el Central Uruguay Railway Cricket Club i l'Uruguay Athletic, va ser un dels quatre clubs que van formar part de la fundació de The Uruguay Association Football League i aquell any va participar del primer campionat uruguaià de la història, organitzat per aquesta associació. En aquest torneig històric, Deutscher va acabar al quart lloc (últim). També el 1901 va finalitzar 4t, però ja hi havia cinc competidors. Durant les següents dues temporades, 1902 i 1903, el Deutscher acabà en tercer lloc, el més alt en la seva història.
L'any 1900, Transatlántica, una empresa ferrioviària alemanya, li va donar un lloc d'entrenament ubicat al Parque Central. El Parque Central va ser inaugurat el 25 de maig d'aquell any, en un partit entre el Deutscher i el CURCC (actual Peñarol). L'altra pista, la "internacional" (on jugaven els mariners anglesos que arribaven a Montevideo), va ser atorgada al Club Nacional de Football, i és en l'actualitat, l'estadi d'aquell club.

### Teutonia
No va haver futbol a l'Uruguai el 1904 atès a la guerra civil; i per a quan el campionat es va reprendre (1905), el club s'havia apuntat amb el nou nom, Sport Club Teutonia. També va modificar els seus estatuts, passant a ésser regulat per una comissió directiva mixta, integrada per alemanys i uruguaians. Sota aquesta denominació, va participar dues temporades, en ambdues va acabar a la quarta posició.

### Montevideo
Va tornar a canviar el seu nom a finals de 1906 pel de Club Atlético Montevideo, ja dirigit principalment per criolls, i es va dissoldre el 1909. Amb aquest nom, va utilitzar una samarreta blanca i blava amb franges verticals estretes. El 1907 va acabar cinquè, el 1908 vuitè i va finalitzar en novena posició el 1909, essent aquest el seu darrer any de competència.

## Dades del club
- Temporades en 1a: 9
- Millor lloc a la Primera Divisió: 3r (1902 i 1903)
- Pitjor posició a la Primera Divisió: 9è (1909)
- Registre històric: Va disputar 101 partits dividits en 28 victòries, 13 empats i 60 derrotes, amb 114 gols a favor i 236 en contra.

## Palmarès
El club no va obtenir cap títol.